# Eleocharis intermedia
Eleocharis intermedia là loài thực vật có hoa trong họ Cói. Loài này được Schult. mô tả khoa học đầu tiên năm 1824.